# Anticorpi monoclonali approvati per uso clinico
Questa lista è un elenco degli anticorpi monoclonali approvati per un uso clinico dalla Food and Drug Administration (FDA).
Il primo ad essere approvato approvato dalla FDA nel 1986 per un uso terapautico è stato il muromonab o anche OKT3. Questo anticorpo monoclonale IgG2a è un farmaco specifico contro il rigetto da trapianto essendo attivo sul target molecolare CD3.
Il farmaco veniva usato nei trapianti di organi (solidi) divenuti resistenti ai corticosteroidi.
Attualmente sono diverse centinaia gli studi clinici in corso che riguardano la terapia immunologica e oncologica con questi farmaci.

## Elenco farmaci approvati
| Anticorpo            | Nome commerciale  | Data di approvazione (Data approvazione EMEA) | Tipo       | Target                                    | Indicazione (Indicazione approvata) |
| -------------------- | ----------------- | --------------------------------------------- | ---------- | ----------------------------------------- | --- |
| Abciximab            | ReoPro            | 1994                                          | chimerico  | inibizione della glicoproteina IIb/IIIa   | Malattie cardiovascolari |
| Adalimumab           | Humira            | 2002 (08/09/2003)                             | umano      | inibizione del segnale del TNF-α          | Diverse Malattie autoimmuni |
| Alemtuzumab          | Campath           | 2001                                          | umanizzato | CD52                                      | Leucemia cronica linfocitica |
| Basiliximab          | Simulect          | 1998 (09/10/1998)                             | chimerico  | IL-2Rα receptore (CD25)                   | Rigetto da trapianto |
| Belimumab            | Benlysta          | 2011                                          | umano      | Linfociti B (BLyS)                        | Lupus eritematoso sistemico (LES) |
| Bevacizumab          | Avastin           | 2004 (12/01/2005)                             | umanizzato | Vascular endothelial growth factor (VEGF) | Tumore del colon retto, Degenerazione maculare senile,Tumore mammario metastatico, Tumore polmonare non a piccole cellule, Tumore renale avanzato e/o metastatico |
| Cetuximab            | Erbitux           | 2004 (29/06/2004)                             | chimerico  | EGFR                                      | Tumore del colon retto, Tumore del collo e della testa |
| Certolizumab pegol   | Cimzia            | 2008 (01/10/2009)                             | umanizzato | inibizione del segnale del TNF-α          | Malattia di Crohn NB: In EU solo nell'Artrite reumatoide |
| Daclizumab           | Zenapax           | 1997 (26/02/1999)                             | umanizzato | IL-2Rα recettore (CD25)                   | Rigetto da trapianto NB: In EU sospeso |
| Denosumab            | Xgeva             | 2010                                          | umano      | ligando RANK                              | Tumore con metastasi ossee |
| Eculizumab           | Soliris           | 2007 (20/06/2007)                             | umanizzato | Proteina C5 del complemento               | Emoglobinuria parossistica notturna |
| Efalizumab           | Raptiva           | 2002 (20/09/2004)                             | umanizzato | CD11a                                     | Psoriasi NB: In EU sospeso |
| Gemtuzumab           | Mylotarg          | 2000 (--)                                     | umanizzato | CD33                                      | leucemia mieloide acuta (con calicheamicina) NB: Ritirata la commercializzazione nel mondo                                                                        |
| Golimumab            | Simponi           | 2008 (01/10/2009)                             | umanizzato | TNF-α                                     | Malattie reumatiche: Artrite reumatoide, Artrite psoriasica, Spondilite anchilosante.                                                                             |
| Ibritumomab tiuxetan | Zevalin           | 2002 (16/01/2004)                             | ratto      | CD20                                      | Linfoma Non-Hodgkin (con yttrium-90 o indium-111) |
| Infliximab           | Remicade          | 1998 (13/08/1999)                             | chimerico  | inhibizione del segnale del TNF-α         | Malattie autoimmuni: (Artrite Reumatoide; Spondilite anchilosante; Colite ulcerosa; Artrite psoriatica; M. di Crohn; Psoriasi)                                    |
| Ipilimumab           | Yervoy            | 2011                                          | umano      | Cellule T proteina di superficie (Ctla-4) | Melanoma |
| Muromonab-CD3        | Orthoclone OKT3   | 1986                                          | ratto      | Recettore cellule T CD3                   | Rigetto da trapianto |
| Natalizumab          | Tysabri           | 2006 (27/06/2006)                             | umanizzato | Integrina alfa-4 (α4) ,                   | Sclerosi multipla e Malattia di Crohn |
| Nivolumab            | Opdivo            |                                               | umano      | PD-1                                      | Melanoma Metastatico; Cancro del polmone |
| Ofatumumab           | Arzerra           | 2009                                          | umano      | CD20                                      | Leucemia linfocitica cronica (CLL) |
| Omalizumab           | Xolair            | 2004 (25/10/2005)                             | umanizzato | Immunoglobulina E (IgE)                   | Alcune malattie allergiche: Asma |
| Palivizumab          | Synagis           | 1998 (13/08/1999)                             | umanizzato | Epitope della proteina RSV F              | Virus Respiratorio Sinciziale |
| Panitumumab          | Vectibix          | 2006 (03/12/2007)                             | umano      | (EGFR) epidermal growth factor receptor   | Tumore del colon retto |
| Ranibizumab          | Lucentis          | 2006 (22/01/2007)                             | umanizzato | VEGF-A)                                   | Degenerazione maculare |
| Rituximab            | Rituxan, MabThera | 1997 (02/06/1998)                             | chimerico  | CD20                                      | Linfoma non-Hodgkin |
| Tositumomab          | Bexxar            | 2003                                          | ratto      | CD20                                      | Linfoma non-Hodgkin |
| Trastuzumab          | Herceptin         | 1998 (28/08/2000)                             | umanizzato | ErbB2                                     | Cancro della mammella |

Recentemente, una nuova classe di anticorpi terapeutici anticorpi bi-specifici hanno, negli studi clinici, mostrato risultati promettenti.
Nell'aprile 2009 un anticorpo bispecifico, il catumaxomab, è stato approvato dall'Unione Europea (EMEA).

## Elenco per la diagnostica in vitro

### Approvati
| Principio attivo    | Nome commerciale | Tipo                           | Target                                        | Utilizzo/indicazione   |
| ------------------- | ---------------- | ------------------------------ | --------------------------------------------- | ---------------------- |
| Altumomab pentetate | Hybri-ceaker     | murino, 111In-legato a pentate | CEA                                           | Cancro del colon retto |
| Bectumomab          | LymphoScan       | murino, 99mTc-legato           | CD22                                          | Linfoma di Hodgkin     |
| Sulesomab           | LeukoScan        | murino, 99mTc-legato           | IMMU-MN3 Fragmento target Fab'-SH Granulociti | Osteomielite           |

### Ritirati o abbandonati
| Principio attivo | Nome commerciale | Tipo                      | Target                   | Utilizzo/indicazione                       | Complicazioni e note                                   |
| ---------------- | ---------------- | ------------------------- | ------------------------ | ------------------------------------------ | ------------------------------------------------------ |
| Arcitumomab      | CEA-Scan         | murino, 99mTc-etichettato | IMMU-4 F(ab')2 targetCEA | cancro del colon-retto                     | 2005 su richiesta del produttore; motivo: commerciale. |
| Igovomab         | Indimacis 125    | murino, marcato con111    | CA 125-Antigene          | Adenocarcinoma delle ovaie e delle sierose | 1999 su richiesta del produttore; motivo: ?            |

## Elenco farmaci in fase di sperimentazione[33]
| Anticorpo        | Nome            | Fase di sperimentazione                          | Tipo                  | Target                        | Indicazione                                           |
| ---------------- | --------------- | ------------------------------------------------ | --------------------- | ----------------------------- | ----------------------------------------------------- |
| Alacizumab pegol | Non disponibile |                                                  | murino umanizzato     | VEGFR2                        | Antineoplastico                                       |
| Bapineuzumab     | Non disponibile | 3                                                | murino umanizzato     | Beta-amiloide                 | Malattia di Alzheimer                                 |
| Edobacomab       | E5              | 3                                                | murino                | Endotossina C0246612          | Sepsi da Gram-negativi                                |
| Efungumab        | Mycograb        | Commercializzazione rifiutata dall'EMEA nel 2007 | umano                 | Hsp90                         | Infezioni da candida in associazione a Amfotericina B |
| Exbivirumab      | Non disponibile |                                                  | umano                 |                               |                                                       |
| Felvizumab       | Non disponibile | 3                                                | murino umanizzato     | Glicoproteina F del RSV       | Infezioni da RSV                                      |
| Foravirumab      | Non disponibile | 3                                                | umano                 | Glicoproteina del Rhabdovirus | Profilassi della rabbia                               |
| Fremanezumab     | Non disponibile | 3                                                | totalmente umanizzato | Ligando del CGRP              | Emicrania                                             |
| Gantenerumab     | Non disponibile | 2                                                | umano                 | Beta-amiloide                 | Malattia di Alzheimer                                 |
| Libivirumab      | Non disponibile |                                                  | umano                 | HBsAg                         | Epatite B                                             |